# Vereniging Oud Vriezenveen

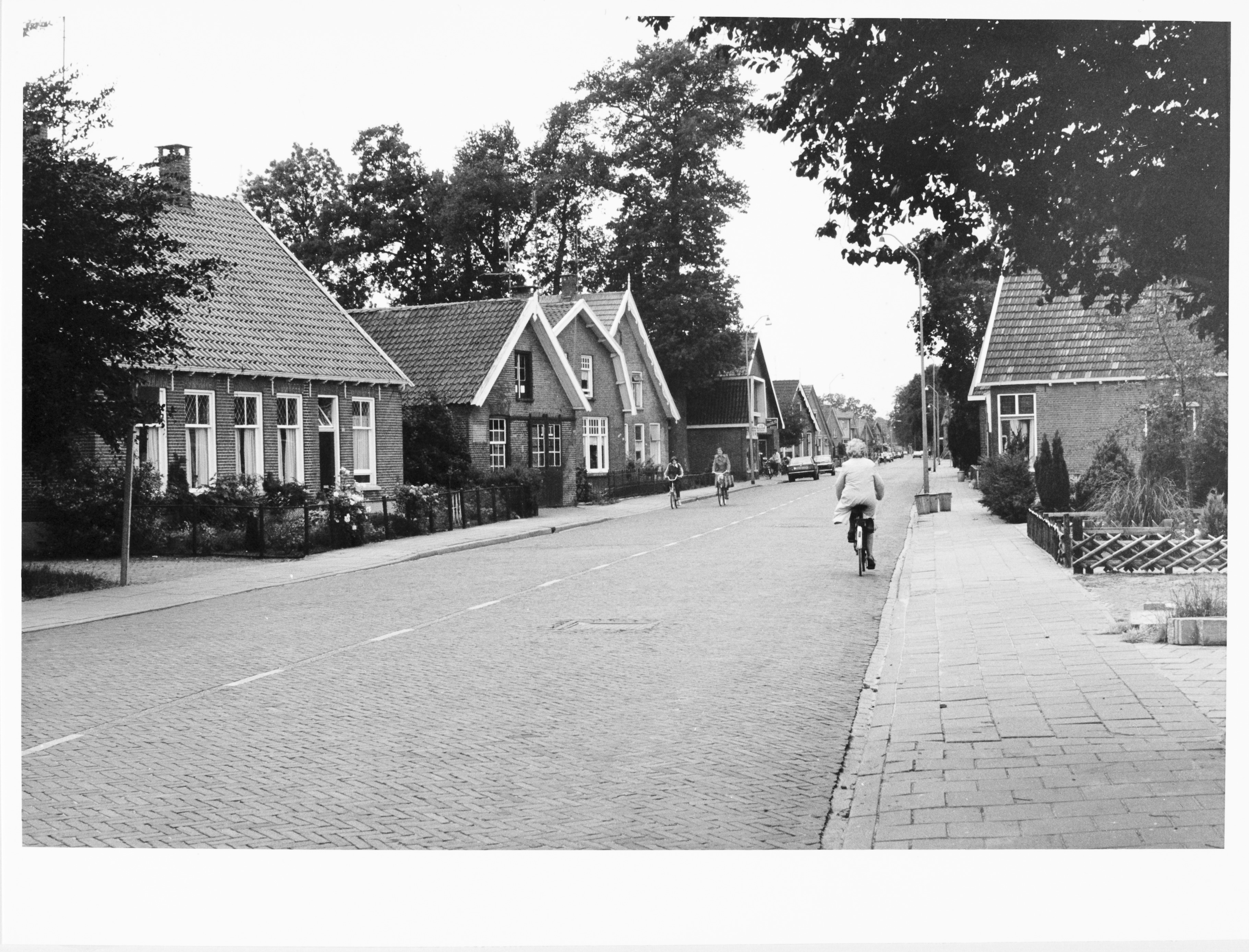
Westeinde, Vriezenveen

De Vereniging Oud Vriezenveen is opgericht in 1949 en behartigt geschiedkundige belangen in de voormalige Nederlandse gemeente Vriezenveen.
De vereniging heeft ten doel de behartiging der oudheid- en geschiedkundige belangen in de voormalige gemeente Vriezenveen en de gerelateerde betrekkingen met Sint-Petersburg in Rusland, het bevorderen van de daarmee gepaarde wetenschap, de instandhouding, bewaring, waar wenselijk herstel, van de betrekkelijke monumenten en het aankweken van de belangstelling daarvoor en alles wat daartoe in de ruimste zin noodzakelijk of bevorderlijk kan zijn.

## Museum

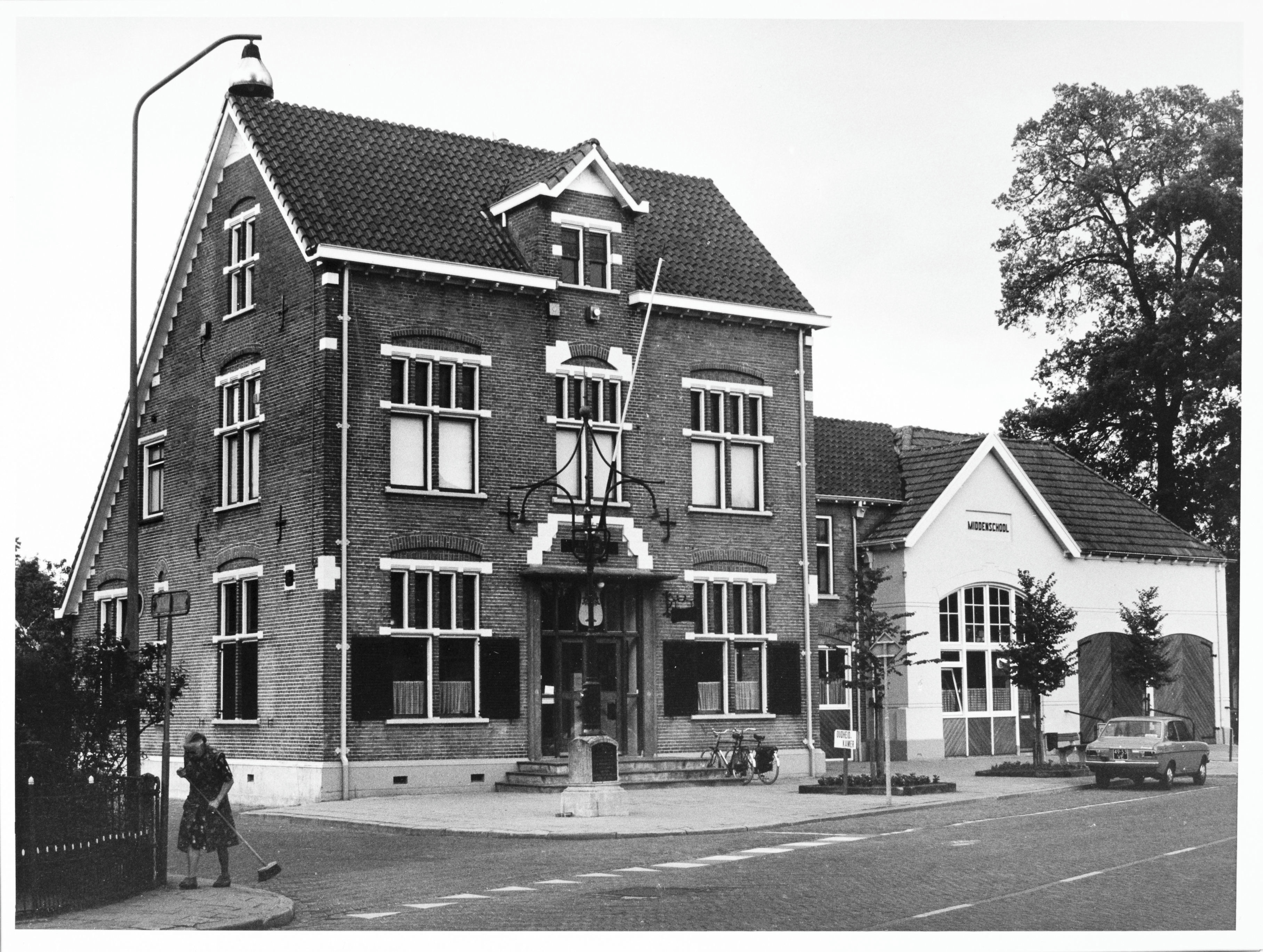
Het voormalige raadhuis van Vriezenveen waar nu het Historisch Museum Vriezenveen gevestigd is (foto: mei 1981)

Het Historisch Museum Vriezenveen (voorheen: Museum Oud Vriezenveen, Oudheidkamer Vriezenveen) is gevestigd in het oude raadhuis van Vriezenveen. Het museum is eigendom van de gemeente Twenterand en wordt beheerd door de Vereniging. Naast het dagelijks bestuur en een vaste museumbeheerder helpen vrijwilligers mee met het beheer en onderhoud van de collectie.

## Documentatiecentrum
Het documentatiecentrum richt zich op de geschiedenis van de voormalige gemeente Vriezenveen, bestaande uit de kernen Vriezenveen, Aadorp, Bruinehaar, De Pollen en Westerhaar-Vriezenveensewijk, en de gerelateerde betrekkingen met Sint-Petersburg in Rusland. Het centrum verzamelt en beheert het archief van de vereniging, die voor studie en onderzoek geraadpleegd kan worden. Het documentatiecentrum is bedoeld voor genealogen, historici, wetenschappers, journalisten, scholieren en studenten.

## Historie

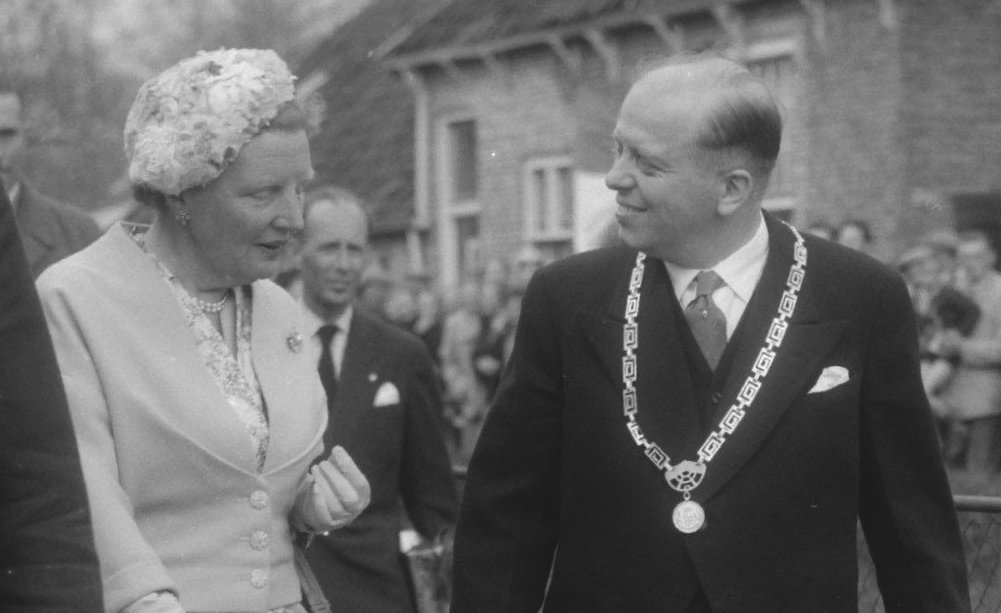
Koningin Juliana met burgemeester Huyssen van Kattendijke (1958)

Herman Jansen was de grondlegger van het Museum Oud Vriezenveen. Hij is een van de oprichters en oud-bestuurslid van de Vereniging Oud Vriezenveen. Burgemeester Henri Willem Karel Huyssen van Kattendijke nam samen met Herman Jansen het initiatief tot het oprichten van de vereniging. Het werkgebied van de vereniging strekte zich destijds uit over de zeven dorpskernen Aadorp, Bruinehaar, De Pollen, Vriezenveen, Weitemanslanden, Westerhaar-Vriezenveensewijk en de Westerhoeven.